# Joaquín Queizán Taboada
Joaquín Queizán Taboada, nacido en Golada el 6 de julio de 1928 y fallecido en Pontevedra el 24 de noviembre de 2012,fue un político gallego.

## Trayectoria
Estudió derecho en la UNED. Fue oficial instructor de juventudes y Delegado Provincial de Juventudes de Pontevedra (1959-1970). En los años 1960 fue nombrado concejal en Pontevedra durante las alcaldías de Xosé Filgueira Valverde, Ricardo García Borregón y Augusto García Sánchez. Precisamente, sustituyó a este último como alcalde de Pontevedra, para lo que fue nombrado por el ministro de la gobernación a finales de enero de 1974, cesando en 1979. Fue elegido procurador en Cortes en 1975.
Fue candidato a la alcaldía de Pontevedra como independiente en las primeras elecciones democráticas, y su formación obtuvo cuatro concejales, insuficientes para gobernar.
Posteriormente fue delegado provincial en Pontevedra de la Junta de Galicia para las áreas de Turismo, Juventud y Deportes, luego Cultura, Deportes y Bienestar Social, y de Presidencia, Relaciones Institucionales y Administración Pública entre 2001 y 2005.
| Predecesor: Augusto García Sánchez | Alcalde de Pontevedra 1974-1979 | Sucesor: José Rivas Fontán |